# Свима којих се тиче
Свима којих се тиче је позоришна представа коју је режирала Андреа Пјевић на основу текста Марије Викторовне Кустовскаје (често потписана под псеудонимом Дана Сидерос). Премијерно је приказана 7. новембра 2019. у позоришту ДАДОВ. Представа преиспитује све кључне табу теме током одрастања тинејџера као и односе између тенејџера.

## Радња
Радња комада се одвија у Московској приватној школи у коју долазе нови ученици, браћа, која се споразумевају измишљеним знаковним језиком. Током упознавања нових ученика најлепша девојка у одељењу лажно оптужује млађег брата за сексуално напаствовање. Прича прати браћу која желе да докажу своју невиност. Током представе, тинејџери једни другима откривају своје тајне и боље се упознају.

## Улоге
| Лица | Глумци             |
| ---- | ------------------ |
|      | Урош Раковић       |
|      | Будимир Стошић     |
|      | Анђела Вукчевић    |
|      | Огњен Драговић     |
|      | Јана Мартинов      |
|      | Христина Татић     |
|      | Влада Папрић       |
|      | Никола Милошевић   |
|      | Василије Вулићевић |
|      | Никола Брун        |
|      | Данило Миловановић |
|      | Ана Шавија         |
|      | Огњен Иванов       |
|      | Нина Недић         |
|      | Сара Вуксановић    |
|      | Катарина Алексић   |